# ボビー・ハリソン
ボビー・ハリソン （Bobby Harrison、1939年6月22日 - 2022年1月10日）は、イギリスのドラマー。本名は、ロバート・レスリー・ハリソン（Robert Leslie Harrison）。首都ロンドン出身。ロックバンドプロコル・ハルムの初期メンバーのひとりである。

## 略歴
1939年、ロンドン東部のウェスト・ハムに生まれた。彼はプロコル・ハルムの初期メンバーだったが、1967年のヒットシングル「青い影」のリリース後まもなくギタリストのレイ・ロイヤーと共にプロコル・ハルムを去り、フリーダムというバンドを結成している。
また、彼はプロコル・ハルムの他のメンバーと、いくつかの別のプロジェクトで仕事を共にしている。たとえば、彼はスナフー（Snafu）というバンドに加入したが、そのバンドには、のちにプロコル・ハルムに加入することになるオルガニストのピート・ソリーがいたし、マシュー・フィッシャーのソロ・アルバム『ジャーニーズ・エンド』にも関わっている。
現在はジャーニー（Journey）というバンドに所属しており、エセックス州のサウスエンド・オン・シーエリアのあたりでキリスト教を指向したロックに取り組んでいる。